# البطل (فلم 1998)
البطل فيلم مصري من أنتاج 1998 بطولة أحمد زكي ومصطفى قمر. أخرجه مجدي احمد علي.

## قصة الفيلم
الإسكندرية عشية ثورة 1919 في مصر: تجمع الصداقة بين حودة النجار الذي يهوى الملاكمة، وبيترو الذي يهوى الغناء، وحسن عامل المطبعة الذي يؤمن بالثورة. تتبادل فاطمة شقيقة حودة الحب مع حسين، ويتزوجان.تقوم الثورة، ويحقق حودة حلمه في مصافحة زعيمها سعد زغلول، كما يحقق حلمه في الاشتراك في أولمبياد 1924 كملاكم، ولكنة يهزم بسبب انحياز الحكم. يسجن حسن بسبب اشتراكه في مقاومة الاحتلال البريطاني، ويتزوج حودة من جارتة حنيفة. يلقى حسن مصرعه برصاص قوات الاحتلال، ويتمكن حودة من الاشتراك في أولمبياد 1928 وتحقيق الفوز.

## فريق العمل

### الممثلون
- أحمد زكي: محمود
- مصطفى قمر:
- محمد هنيدي: حسن
- عبير صبري: حنيفة
- كارولين خليل
- غادة عبد الرازق
- لورا:
- مروة حسين: فاطمة
- باري: بلليني
- حسن حسني

- ماجدة الخطيب: أم محمود
- جلال عيسى
- أحمد عبد الحليم:سعد زغلول
- حسن حسين
- رؤوف مصطفى
- محمد لطفي
- محمد العدل
- سلوى محمد علي
- مايسة الرباط
- منير مكرم

- محمد جبريل
- محمد درديري
- علي عبد اللطيف: أبطال الملاكمة
- علي عوض: أبطال الملاكمة
- تامر متولي: أبطال الملاكمة
- هاني عبد العزيز: أبطال الملاكمة
- أديب الطرابلسي
- أحمد عيد
- صفاء جلال
- أحمد الفيشاوي

- مايسة راضي
- علا غانم
- منار طلبة
- شريف زايد
- محمد جمال
- محسن نوح
- هويدا شريف
- نرجس كامل
- فتحي عبد الوهاب: شاب ثوري

### إداريون
- تصوير: أحمد حسين: مصور
- مونتاج: احمد داود: مونتير
- تأليف: مدحت العدل: قصة وسيناريو وحوار
- إخراج: مجدي أحمد عليم: خرج
- موسيقى:
  - راجح داوود- الموسيقى التصويرية
  - مدحت العدل- كلمات أغنية (قدر القلوب)
  - بليغ حمدي- تأليف وتلحين أغنية (بنلف)
  - مصطفى قمر-تلحين وغناء (إسكندرية) و (قدر القلوب)
  - بيرم التونسي- كلمات أغنية (إسكندرية)
- إنتاج: سامي العدل- إنتاج
- ديكور: اسلام يوسف- مهندس الديكور
- جرافيكس: الشحرى

## روابط خارجية
- مقالات تستعمل روابط فنية بلا صلة مع ويكي بيانات